# 諾門氏盤唇鱨
諾門氏盤唇鱨，為輻鰭魚綱鯰形目倒立鯰科盤唇鱨屬的其中一種，該物種主要分布於非洲象牙海岸卡瓦利河流域，體長可達4.6公分。

## 扩展阅读
維基物種上的相關：諾門氏盤唇鱨